# Дейвид Хеър
Дейвид Хеър (на английски: David Hair) е новозеландски писател на бестселъри в жанра епично фентъзи.

## Биография и творчество
Дейвид Хеър е роден през 1965 г. в Тауранга, Нова Зеландия. Израства в Хоукс Бей, Те Пуке и Нейпир. От малък мечтае да пише. Завършва история и класическа литература.
Работи 20 години като финансов специалист предимно в Уелингтън. В края на 20-те си години създава първия си ръкопис, който е отхвърлен. Посещава и курсове по творческо писане. От 2007 г. за 4 години придружава съпругата си Кери при нейна командировка до Индия и решава да се посвети на писателската си кариера.
Първият му роман „The Bone Tiki“ от фентъзи поредицата „Аотеароа“ е публикуван през 2009 г. в Нова Зеландия. Получава наградата на Нова Зеландия за най-добър първи роман за деца и юноши.
Сюжетите на втората му поредица „Завръщане от Равана“ са на фона на екзотиката и деха на Индия.
Най-популярният му роман „Кръвта на мага“, от фентъзи поредицата „Квартет за лунните приливи и отливи“, е публикуван през 2012 г. Лунният отлив, явяващ се на всеки 12 години, е напът да съедини чрез моста Левиатан източния и западния континенти за период от двадесет и четири месеца. Западния Рондийски император събира легиони от бойни магове за Третия поход за завлядяване на Изтока, а на източния континент се обявява свещена война. Провален маг, наемник и едно бедно момиче от пазара ще се намесят в съдбата на цели народи. Книгата е определена за една от най-добрите фентъзи книги за 2012 г.
Дейвид Хеър живее със семейството си в Окланд, Нова Зеландия, и в Банкок, Тайланд.

## Произведения

### Серия „Аотеароа“ (Aotearoa)
1. The Bone Tiki (2009)
2. The Taniwha's Tear (2012)
3. The Lost Tohunga (2012)
4. Justice and Utu (2012)
5. Magic and Makutu (2014)

### Серия „Завръщането на Равана“ (Return of Ravana)
1. Pyre of Queens (2011) – издаден и като „The Pyre“
2. Swayamvara (2011)
3. Souls in Exile (2011)
4. King of Lanka (2012)
5. The Adversaries (2016)
6. The Exile (2018)

### Серия „Квартет за лунните приливи и отливи“ (Moontide Quartet)
1. Mage's Blood (2012)
Кръвта на мага, изд. „Студио Арт Лайн“, София (2017), прев. Ивелина Минчева – Бобадова
2. The Scarlet Tides (2013)
Алени приливи, изд. „Студио Арт Лайн“, София (2019), прев. Ивелина Минчева – Бобадова
3. Unholy War (2014)
4. Ascendant's Rite (2015)

### Серия „Квартет за слънчевите изригвания“ (Sunsurge Quartet)
1. Empress of the Fall (2017)
2. Prince of the Spear (2018)